# 印度东部
印度东部是印度的一个区域，包括西孟加拉邦、奥里萨邦、比哈尔邦和贾坎德邦。地理上介于印度北部和印度东北部之间，在文化和语言上与孟加拉国有许多类似之处，该国在印度分治以前也是本地区的一部分。在该地区印度-雅利安语的摩揭陀俗語自古代摩揭陀王国流传下来。其中摩揭陀语和奧里萨语事实上已经一千多年保持未变，被认为是最直接的后裔。
難近母和賈格那特是该地区特别受崇拜的神祇。布里是东部印度教的朝圣中心，而布巴内斯瓦尔被称作庙宇之城。
西孟加拉的首府加尔各答是印度东部最大的都市。此外，奥里萨邦的城市布巴内什瓦尔、克塔克和布里，西孟加拉邦的嘎烏達，以及比哈尔首府巴特那，在历史上更为突出。